# Bernard Patry
Pour les articles homonymes, voir Patry.
Bernard Patry, né le 30 janvier 1943 à Montréal, est un médecin et homme politique canadien. Il est député à la Chambre des communes de la circonscription québécoise de Pierrefonds—Dollard sous la bannière du Parti libéral du Canada de 1993 à 2011.

## Biographie
Né à Montréal, il a fait ses débuts en politique en 1968 en devenant conseiller municipal de L'Île-Bizard. Élu maire en 1969, il occupe ce poste jusqu'en 1987 quand il tente le saut en politique fédérale, se présentant aux élections de 1988 pour le Parti libéral dans Pierrefonds—Dollard. Il est défait, mais sa deuxième tentative en 1993 est couronnée de succès. Il est subséquemment réélu en 1997, 2000, 2004 et 2006, 2008, jusqu'à sa défaite de 2011 face à la néo-démocrate Lysane Blanchette-Lamothe.